# Берлинер, Яков Леопольдович
Я́ков Леопо́льдович Берли́нер (15 мая 1904, Варшава — 24 июля 1985, Москва) — советский оператор и фотокорреспондент, фронтовой кинооператор Великой Отечественной войны. Заслуженный работник культуры РСФСР.

## Биография
Родился в Варшаве в семье слесаря Липы Семёновича Берлинера (1861—1935) и Фейги Пинхусовны Берлинер (в девичестве Рубин, 1868—1947), также уроженцев Варшавы, заключивших брак в 1895 году. В 1914 году его семья переехала в деревню Лучное Минской губернии (где жила сестра матери), а в 1916 году в город Игумен, — там Яков окончил четырехклассную школу. С 1920 по 1923 год работал подсобным рабочим, затем агентом ЦентрБелсоюза  и секретарём месткома ЦЭБ в Минске.
В 1925 году переехал к семье в Москву, работал на целлулоидной фабрике, в 1928 году поступил на операторский факультет ГИКа. Совмещал с учёбой работу фотокорреспондентом для «Комсомольской правды» и «Огонька». После окончания института в 1932 году работал ассистентом оператора на Ленинградской кинофабрике «Белгоскино» (фильмы: «Лыжная подготовка РККА», «Белорусский Донбасс» и другие).
С октября 1934 года — ассистент, впоследствии оператор Москинокомбината (с 1935 года — «Мосфильм»). Был вторым оператором на картинах: «Мы из Кронштадта» (1936), «Ночь в сентябре» (1939), после чего снял фильм как оператор-постановщик: «На путях» (1940).
С 1940 года — оператор на студии «Мостехфильм».
Призван в Красную армию в 1941 году, звание: инженер-капитан. Оператор фронтовых киногрупп Центральной студии кинохроника. Снимал боевые действия Черноморского флота ВМФ, Азовской и Дунайской флотилии. Автор сюжетов для военной кинолетописи и кинопериодики: «Пионерия», «Союзкиножурнал».
После демобилизации — оператор киностудии «Союздетфильм» (с июля 1945 года). С июля 1947 года работал на Свердловской киностудии художественных и хроникальных фильмов. В связи с кампанией борьбы с космополитизмом был уволен с киностудии 31 декабря 1947 года с лишением права работать в кино.

Предлог был найден, как всегда, благовидный, а истинная причина — пятый пункт. Пока шла война, никому почему-то не казалось странным, что среди фронтовых кинооператоров слишком много евреев. А вот в мирное время их количество в кинопромышленности оказалось чрезмерным, и началась «вычистка» — и из кино, и из очень многих, если не сказать, большинства творческих, да и не только творческих, учреждений из-за политики антисемитизма.
— Юрий Кривоносов, специально для Sem40.Ru 29 февраля 2008
Впоследствии работал фотокором в «Совинформбюро» (с 1961 года — агентство АПН). На пенсии с 1984 года. Член Союза журналистов СССР, член Союза кинематографистов СССР с 1984 года.
Похоронен на Востряковском кладбище.

### Семья
- Брат — Бенцион Липович Берлинер (1901—1980), госслужащий[9][комм. 1];
- Брат — Псахия (Александр) Липович Берлинер (1907—1987), госслужащий[11][комм. 2]; похоронен рядом с женой в Москве, Востряковское кладбище Квадрат 39-2, ряд 8, ограда/участок 660[источник не указан 258 дней]
- Жена — Ревекка Ароновна Вайль (1900—?)[12];
  - Сын — Игорь Яковлевич Вайль (1937—2001), преподаватель английского языка в московской физико-математической школе № 2[13][14];
    - Внучка — Анна Игоревна Вайль, эмигрировала с матерью в США[13].

## Фильмография
- 1933 — Белорусский Донбас (совместно с группой операторов)
- 1940 — На путях
- 1940 — Что мы должны делать дома по сигналу «Воздушная тревога»
- 1941 — Воздушная тревога (совместно с П. Зотовым)
- 1942 — День войны (совместно с группой операторов)
- 1942 — Черноморцы (совместно с группой операторов)
- 1944 — Битва за Севастополь (совместно с группой операторов)
- 1944 — Будапешт (фронтовой спецвыпуск № 1) (совместно с группой операторов)
- 1944 — Вена (фронтовой спецвыпуск № 3) (совместно с группой операторов)
- 1944 — Победа на юге / Битва на юге (совместно с группой операторов)
- 1945 — Парад Победы (ч/б вариант; совместно с группой операторов)
- 1945 — Первомайский парад в Москве (совместно с группой операторов)

## Награды
- орден Красной Звезды (14 августа 1942)[5]
- медаль «За оборону Кавказа» (1 мая 1944)[5]
- орден Отечественной войны I степени (10 декабря 1944)[5]
- медаль «За взятие Будапешта» (9 июня 1945)[5]
- медаль «За освобождение Белграда» (9 июня 1945)[5]
- Заслуженный работник культуры РСФСР[7]

## Комментарии
1. ↑  Б. Л. Берлинер в 1918 году служил секретарём Народного комиссара продовольствия Белоруссии, в 1919—1920 годах — секретарём, в годы НЭПа — частным артельщиком, затем начальником Управления внепланового снабжения Упродбела (Управления военно-продовольственного снабжения Белоруссии), руководил службами снабжения Главного управления коксохимической промышленности Наркомтяжпрома — Наркомчермета — Минчермета СССР[9].
 По воспоминаниям С. Г. Аркавина, его внука, год рождения Б. Л. Берлинера — 1900[9], в то время как в канцелярии чиновника гражданского состояния нехристианских исповеданий Товарного участка Варшавы существует запись о его рождении 20 сентября 1901 года[10].
2. ↑  А. Л. Берлинер служил директором конторы Дальторга Министерства внешней торговли СССР, как и брат — Яков Берлинер — в 1947 году пострадал от кампании борьбы с космополитизмом, позже работал в «Проммашэкспорте» Государственного комитета СССР по внешним экономическим связям[11].